# الرافه
الرافه (به عربی: الرافة) یک منطقهٔ مسکونی در عربستان سعودی است که در استان مکه واقع شده‌است.